# Indravarman II
Indravarman II es un rey del Imperio jemer, que gobernó desde 1218 a 1243. 
Hijo de Jayavarman VII y la reina Indradevî, es como su padre de creencia budista. Se esfuerza por mantener la cohesión entre las diversas partes de su vasto imperio. 
En 1220, se procedió voluntariamente a la evacuación de Champa y la entronización de un príncipe Cham Paramesvara Jaya Varman II como gobernante del reino. 
Le sucedió Jayavarman VIII de origen desconocido, sin aparente relación con los anteriores gobernantes.